# بی عدالتی (فیلم ۱۹۹۲)
بی عدالتی (به هندی: Adharm) فیلمی محصول سال ۱۹۹۲ و به کارگردانی عزیز سجاوال است. در این فیلم بازیگرانی همچون سانجی دات، شاتورگان سینها، شبانه اعظمی، آنیتا راج، گلشن گروور، پارش راوال، شاکتی کاپور، آسرانی، کیران کومار ایفای نقش کرده‌اند.